# Bruce Williamson
Bruce Williamson Jr. (Los Ángeles, 20 de septiembre de 1970 - Las Vegas, 6 de septiembre de 2020) fue un cantante estadounidense de R&B y soul, reconocido por haber sido el cantante principal de The Temptations.

## Carrera
Williamson empezó a mostrar interés en unirse al grupo musical The Temptations en 1994. Su representante Dave Wallace se lo presentó  al veterano vocalista de la agrupación, Ron Tyson. Después de escucharlo cantar, Tyson fue su mentor y lo convirtió en miembro del grupo durante más de una década. Williamson explicó más tarde: «Otis Williams estaba inicialmente en contra de que me uniera al grupo, porque pensaba que yo era muy grande y joven», pero acabó cediendo al permitirle entrar en el grupo.
Muchos de los seguidores de The Temptations se enteraron de la incorporación de Williamson después de que el exmiembro G.C. Cameron le dijera a una emisora de radio de la ciudad de Nueva York que dejaba el grupo para emprender una carrera en solitario. Williamson apareció en los álbumes Back to Front y Still Here y en innumerables conciertos, programas de televisión y en la película Walk Hard: The Dewey Cox Story.
Dejó la agrupación en 2015 citando problemas de peso y queriendo grabar un álbum de góspel, fue reemplazado por el exvocalista de Tower of Power, Larry Braggs.

## Vida personal y fallecimiento
Nacido y criado en Los Ángeles (California), comenzó a cantar en la iglesia a una edad temprana. Habiendo cantado música góspel la mayor parte de su vida, comenzó a cantar música R&B en clubes locales y más tarde llevó su talento a la famosa Las Vegas Strip con la popular banda de música funk BlackBerry Jam.
En agosto de 2020 fue diagnosticado con COVID-19 después de haberse recuperado de una cirugía de vesícula. Falleció el 6 de septiembre de 2020 en el Mountain View Hospital de Las Vegas por complicaciones con la enfermedad a los cuarenta y nueve años.